# Максимук Галина Іванівна
Галина Іванівна Максимук (нар. 22 лютого 1952, село Почапи, тепер Любомльського району Волинської області) — українська радянська діячка, бригадир Любомльського підприємства металовиробів Волинської області. Депутат Верховної Ради УРСР 9-го скликання.

## Біографія
Освіта середня. У 1969 році закінчила середню школу в селищі Лукові Турійського району Волинської області.
З 1969 року — монтажниця, бригадир монтажників монтажної дільниці Любомльського підприємства металовиробів Волинської області.
Потім — на пенсії в селі Куснища Любомльського району Волинської області.

## Нагороди
- орден «Знак Пошани»
- ордени
- медалі